# Chiesa di San Donato (Demonte)
La chiesa di San Donato Vescovo e Martire è la parrocchiale di Demonte, in Provincia di Cuneo e diocesi di Cuneo-Fossano; fa parte della zona pastorale della Valle Stura.

## Storia
La prima citazione di un edificio di culto dedicato a San Donato, sorto forse nell'Alto Medioevo e poi eretto a parrocchiale sul finire del Trecento, risale al 1332. 
Allora esistevano a Demonte altre due chiese, ovvero la pieve di San Giovanni Battista e la cappella di Santa Maria Maddalena, le quali però sorgevano al limitare dell'abitato, fuori dalle mura, ed erano scomode per i fedeli.
Nel 1431 l'arcivescovo di Torino Aimone da Romagnano concesse alla chiesa il fronte battesimale, alla condizione però che essa venisse restaurata, come poi avvenne al termine del secolo; nel 1592 la parrocchia di San Donato inglobò definitivamente quelle soppresse di San Giovanni Battista e di Santa Maria Maddalena.
Tra il 1665 e il 1671 la parrocchiale venne totalmente rifatta e rinnovata in stile barocco; il progetto, redatto da Francesco Bottero, venne supervisionato dall'architetto e incisore fossanese Giovenale Boetto.
Alcuni decenni dopo, nel 1713 si provvide alla realizzazione della sagrestia e nel 1750 fu edificata una quarta navata, che venne poi soppressa nel 1864 in occasione di una nuova risistemazione della chiesa, in occasione del quale si procedette al rifacimento della facciata e alla modifica degli interni. Successivamente, nel 1906 la navata centrale fu sopraelevata di tre metri e l'anno successivo venne ultimata la nuova volta in cemento armato, disegnata da Angelo Caviglia.

## Descrizione

### Esterno
La facciata a salienti della chiesa, in mattoni a faccia a vista, è suddivisa da una cornice in due registri, entrambi scanditi da quattro lesene; quello inferiore presenta centralmente il portale maggiore e ai lati gli ingressi secondari, sormontati da due finestre semicircolari, mentre quello superiore è caratterizzato da un'ulteriore finestra a lunetta e coronato dalle statue raffiguranti le Virtù Teologali e i santi Donato, Giovanni Battista e Maria Maddalena.

### Interno
All'interno della chiesa, che si suddivide in tre navate, sono conservate diverse opere di pregio, tra le quali la pala ritraente la Madonna con Bambino assieme ai Santi Anna, Ludovico da Tolosa e Pietro, risalente al XVII secolo, il Crocefisso ligneo, intagliato nel Quattrocento, il battistero, realizzato nel 1789 e impreziosito dell'ottocentesco gruppo del Battesimo di Gesù, la pala raffigurante Gesù in croce contemplato dai santi Costanzo ed Eligio, eseguita da mano ignota forse nel 1876, l'altare laterale del Suffragio, costruito nel 1911, la settecentesca pala che rappresenta la Deposizione di Gesù nelle braccia di Maria tra i santi Magno e Isidoro, l'altare maggiore del 1776, i due affreschi che ritraggono l'Apparizione del Sacro Cuore a Santa Maria Margherita Alacoque e la Madonna di Lourdes, dipinti nel 1912 da Bartolomeo Giorgis, e le tele seicentesche che raffigurano la Natività e l'Ultima Cena. Al fondo della navata destra é conservato un prestigioso affresco del XVII secolo, (per anni erroneamente attribuito al Claret) raffigurante la "Battaglia navale di Lepanto", avvenuta nel 1571 tra la flotta cristiana e quella turca.In controfacciata è presente l'organo a canne costruito da Francesco Vegezzi Bossi nel 1912. Racchiuso in cassa lignea di pregevole fattura, bianca, ornata da putti, presenta un prospetto di facciata (muta, in zinco) diviso in tre campate. Lo strumento, dotato di un manuale di 58 note "spezzato" in bassi e soprani al fa 30 e di una pedaliera diritta di 27 note, è a trasmissione pneumatico tubolare a membrane con 11 registri reali. Perfettamente conservato dopo il restauro del 1994.